# Árvore do Buriti (Praça Municipal)

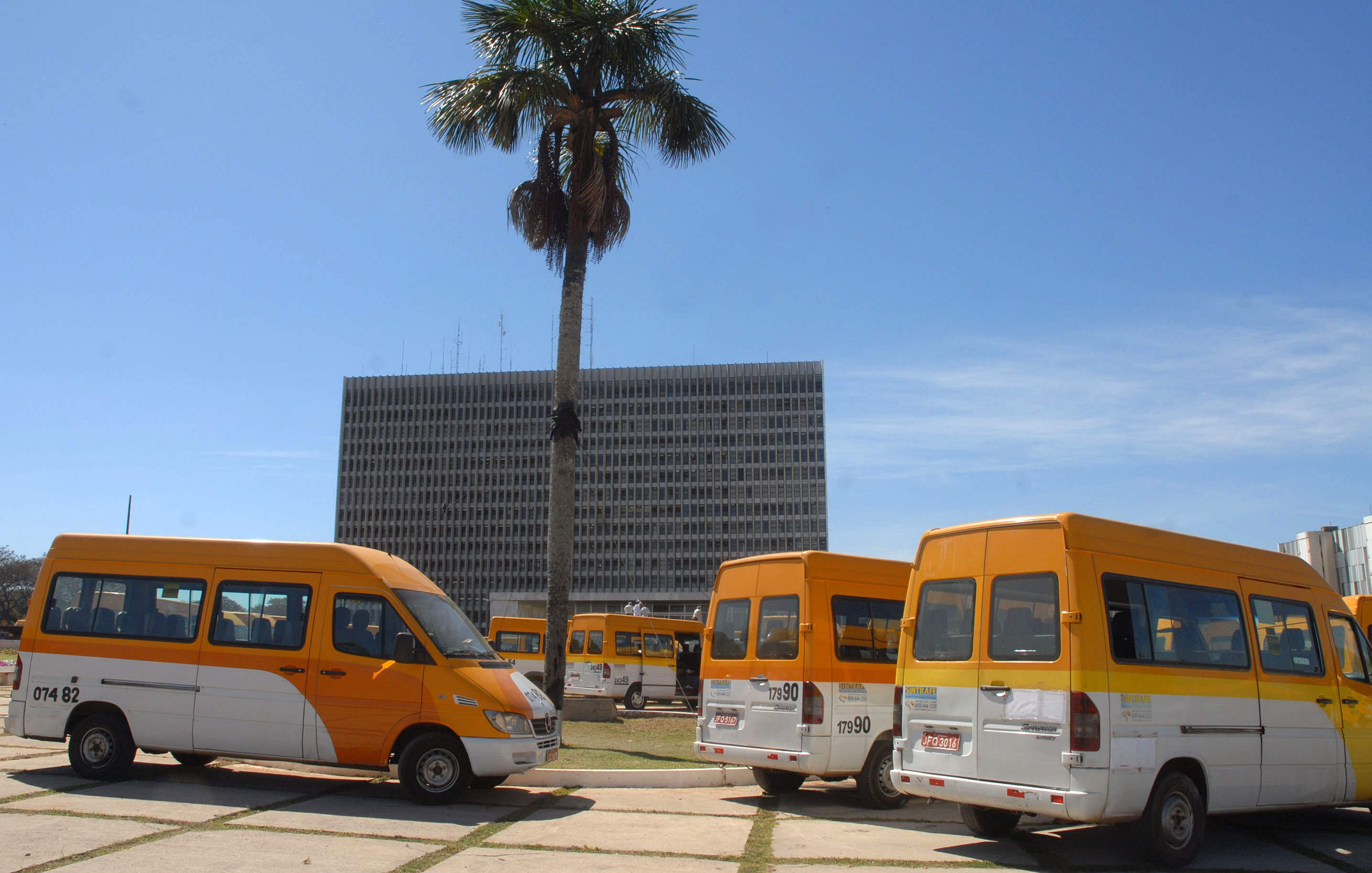
Árvore de Buriti

A Árvore do Buriti é uma árvore da espécie buriti que está localizada na Praça do Buriti, em Brasília, no Distrito Federal, e é considerada patrimônio imaterial do Distrito Federal.
Tendo uma muda sido plantada na época da construção de Brasília, a árvore foi escolhida para ser um dos símbolos do Distrito Federal, sido também inspiração do poema "Um buriti perdido", do escritor Afonso Arinos. No entanto, dez anos depois, esta muda morreu e em 1969 foi plantada a muda que está presente até hoje, dando origem ao nome do Palácio do Buriti. A ordem do seu plantio foi dada pelo então presidente da empresa Novacap, Israel Pinheiro, tendo esta muda sido retirada da estrada que liga Brasília a Anápolis, no momento em que possuía cerca de 300 anos de idade.
Pelo fato de uma tentativa de vandalismo ocorrer em 1992, quando um homem tentou destruir a árvore a golpes de machado, o governo decidiu amarrá-la a quatro cabos de aço presos em uma espia, com uma anilha em seu tronco.
Foi tombada como patrimônio histórico do Distrito Federal em 30 de maio de 1985.